# 5134 Ebilson
5134 Ebilson è un asteroide della fascia principale. Scoperto nel 1990, presenta un'orbita caratterizzata da un semiasse maggiore pari a 2,7889400 UA e da un'eccentricità di 0,0384123, inclinata di 8,11197° rispetto all'eclittica.